# 劉焉 (中山王)
劉 焉（りゅう えん、? - 90年）は、後漢の皇族。中山簡王。

## 経歴
光武帝と郭聖通のあいだの子として生まれた。39年（建武15年）、左翊公に封じられた。41年（建武17年）、左翊王に爵位を進めた。劉焉は郭太后の末子であったことから、洛陽にひとり留められた。54年（建武30年）、中山王に徙封された。
59年（永平2年）冬、明帝が劉焉に中山国に下向するよう命じた。明帝は劉焉が郭太后に偏愛されていることを考慮して、特別に中山国と洛陽のあいだを往来する許可を与えた。
72年（永平15年）、劉焉の夫人の韓序に過ちがあり、劉焉は彼女を縊り殺した。中山国の相が明帝に奏上すると、劉焉は罪に問われて安険県を削封された。元和年間、章帝は安険県を中山国にもどさせた。
90年（永元2年）6月辛卯、劉焉は死去した。諡は簡といった。
子の劉憲が後を嗣いだ。

## 子女
- 中山夷王劉憲

92年（永元4年）、劉憲の弟11人が封じられて列侯となった。

## 伝記資料
- 『後漢書』巻42 列伝第32